# Lituanie aux Jeux olympiques d'été de 2000
La Lituanie a participé aux Jeux olympiques d'été pour la cinquième fois aux Jeux olympiques d'été de 2000 à Sydney y remportant 5 médailles (2 en or et 3 en bronze), se situant à la trente-troisième place des nations au tableau des médailles.

## Nombre d'athlètes qualifiés par sport
Voici la liste des qualifiés et sélectionnés Lituaniens par sport (remplaçants compris) :
| Sport       | Hommes | Femmes | Total |
| ----------- | ------ | ------ | ----- |
| Athlétisme  | 8      | 10     | 18    |
| Aviron      | 0      | 2      | 0     |
| Basket-ball | 9      | 0      | 9     |
| Boxe        | 2      | 0      | 2     |
| Canoë-kayak | 3      | 0      | 3     |
| Cyclisme    | 4      | 4      | 8     |

## Liste des médaillés lituaniens

### Médailles d'or
| Sport              | Discipline              | Sportifs             | Performance  |
| Médailles d'or : 2 |                         |                      |              |
| Athlétisme         | Lancer du disque hommes | Virgilijus Alekna    | 69,30 m      |
| Tir                | Trap femmes             | Daina Gudzineviciute | 93 (71 + 22) |

### Médailles de bronze
| Sport                   | Discipline             | Sportifs                               | Performance                              |
| Médailles de bronze : 3 |                        |                                        |                                          |
| Basket-Ball             | Tournoi hommes         | Équipe de Lituanie de basket-ball      | bat l'Australie 89 à 71 pour la médaille |
| Cyclisme                | Course en ligne femmes | Diana Žiliūtė                          | 3 h 06 min 03 s                          |
| Aviron                  | Deux de couple femmes  | Birute Sakickiene Kristina Poplavskaja | 7 min 01 s 71                            |

## Athlétisme

### Hommes
| Athlète          | Épreuve              | Séries      | Séries      | Quarts de finale | Quarts de finale | Demi-finales | Demi-finales | Finale          | Finale  |
| Athlète          | Épreuve              | Temps       | Rang        | Temps            | Rang             | Temps        | Rang         | Temps           | Rang    |
| ---------------- | -------------------- | ----------- | ----------- | ---------------- | ---------------- | ------------ | ------------ | --------------- | ------- |
| Jonas Motiejunas | 400 m                | DNF         | /           | Eliminé          | Eliminé          | Eliminé      | Eliminé      | Eliminé         | Eliminé |
| Daugvinas Zujus  | 50 kilomètres marche | Non disputé | Non disputé | Non disputé      | Non disputé      | Non disputé  | Non disputé  | 4 h 06 min 04 s | 30e     |

| Athlète           | Épreuve           | Qualification | Qualification | Finale      | Finale        |
| Athlète           | Épreuve           | Performance   | Rang          | Performance | Rang          |
| ----------------- | ----------------- | ------------- | ------------- | ----------- | ------------- |
| Tomas Bardauskas  | Saut en longueur  | 7,70 m        | 27e           | Eliminé     | Eliminé       |
| Saulius Kleiza    | Lancer du poids   | 18,59 m       | 28e           | Eliminé     | Eliminé       |
| Virgilijus Alekna | Lancer du disque  | 67,10 m       | 3e            | 69,30 m     | Médaille d'or |
| Romas Ubartas     | Lancer du disque  | 60,50 m       | 27e           | Eliminé     | Eliminé       |
| Vaclavas Kidykas  | Lancer du disque  | 58,96 m       | 30e           | Eliminé     | Eliminé       |
| Arunas Jurksas    | Lancer du javelot | 73,05 m       | 29e           | Eliminé     | Eliminé       |

### Femmes
| Athlète              | Épreuve              | Séries         | Séries      | Quarts de finale | Quarts de finale | Demi-finales  | Demi-finales | Finale          | Finale  |
| Athlète              | Épreuve              | Temps          | Rang        | Temps            | Rang             | Temps         | Rang         | Temps           | Rang    |
| -------------------- | -------------------- | -------------- | ----------- | ---------------- | ---------------- | ------------- | ------------ | --------------- | ------- |
| Agne Visockaité      | 100 m                | 11 s 87        | 6e          | Eliminé          | Eliminé          | Eliminé       | Eliminé      | Eliminé         | Eliminé |
| Zana Minina          | 400 m                | 52 s 38        | 3e          | 52 s 53          | 6e               | Eliminé       | Eliminé      | Eliminé         | Eliminé |
| Irina Krakoviak      | 1 500 m              | 4 min 11 s 57  | 6e          | Non disputé      | Non disputé      | 4 min 14 s 57 | 11e          | Eliminé         | Eliminé |
| Inga Juodeskiene     | 5 000 m              | 15 min 46 s 37 | 10e         | Eliminé          | Eliminé          | Eliminé       | Eliminé      | Eliminé         | Eliminé |
| Kristina Saltanovič  | 20 kilomètres marche | Non disputé    | Non disputé | Non disputé      | Non disputé      | Non disputé   | Non disputé  | 1 h 34 min 24 s | 16e     |
| Sonata Milusauskaité | 20 kilomètres marche | Non disputé    | Non disputé | Non disputé      | Non disputé      | Non disputé   | Non disputé  | 1 h 37 min 14 s | 31e     |

| Athlète             | Épreuve           | Qualification | Qualification | Finale      | Finale  |
| Athlète             | Épreuve           | Performance   | Rang          | Performance | Rang    |
| ------------------- | ----------------- | ------------- | ------------- | ----------- | ------- |
| Nelė Savickytė      | Saut en hauteur   | 1,89 m        | 21e           | Eliminé     | Eliminé |
| Renata Gustaityté   | Lancer du disque  | 53,64 m       | 30e           | Eliminé     | Eliminé |
| Raita Ramanauskaité | Lancer du javelot | 59,21 m       | 13e           | Eliminé     | Eliminé |
| Austra Skujytė      | Heptathlon        | Non disputé   | Non disputé   | 6034 pts    | 12e     |

## Aviron

### Femmes
| Athlète(s)                             | Compétition    | Série         | Série | Repêchage     | Repêchage | Demi-finale | Demi-finale | Finale        | Finale             |
| Athlète(s)                             | Compétition    | Temps         | Rang  | Temps         | Rang      | Temps       | Rang        | Temps         | Rang               |
| -------------------------------------- | -------------- | ------------- | ----- | ------------- | --------- | ----------- | ----------- | ------------- | ------------------ |
| Birutė Šakickienė Kristina Poplavskaja | Deux de couple | 7 min 13 s 04 | 2e    | 7 min 08 s 18 | 1er       | Non disputé | Non disputé | 7 min 01 s 71 | Médaille de bronze |

## Basket-ball

### Hommes
- Saulius Štombergas
- Šarūnas Jasikevičius
- Darius Songaila
- Ramūnas Šiškauskas
- Gintaras Einikis
- Tomas Masiulis
- Mindaugas Timinskas
- Darius Maskoliūnas
- Andrius Giedraitis
- Coach : Jonas Kazlauskas

| Épreuve     | Phase de groupes     | Phase de groupes      | Phase de groupes         | Phase de groupes     | Phase de groupes                | Quart de Finale            | Demi-finale              | MB                       | Rang               |
| Épreuve     | Adversaire Résultat  | Adversaire Résultat   | Adversaire Résultat      | Adversaire Résultat  | Adversaire Résultat             | Adversaire Résultat        | Adversaire Résultat      | Adversaire Résultat      | Rang               |
| ----------- | -------------------- | --------------------- | ------------------------ | -------------------- | ------------------------------- | -------------------------- | ------------------------ | ------------------------ | ------------------ |
| Basket-ball | Défaite Italie 48-50 | Victoire France 81-63 | Défaite États-Unis 76-85 | Victoire Chine 82-66 | Victoire Nouvelle-Zélande 85-75 | Victoire Yougoslavie 76-63 | Défaite États-Unis 83-85 | Victoire Australie 89-71 | Médaille de bronze |

## Boxe

### Hommes
| Athlète            | Catégorie        | 16e de finale        | 8e de finale           | Quart de finale             | Demi-finale         | Finale              |
| Athlète            | Catégorie        | Adversaire Résultat  | Adversaire Résultat    | Adversaire Résultat         | Adversaire Résultat | Adversaire Résultat |
| ------------------ | ---------------- | -------------------- | ---------------------- | --------------------------- | ------------------- | ------------------- |
| Ivanas Stapovicius | Poids mi-mouches | Victoire Ouganda 9-3 | Victoire Mexique 24-11 | Défaite Corée du Nord 10-22 | Eliminé             | Eliminé             |
| Vidas Biciulaitis  | Poids plumes     | Défaite Russie 5-9   | Eliminé                | Eliminé                     | Eliminé             | Eliminé             |

## Canoe-Kayak

### Course en ligne

#### Hommes
| Athlète                            | Compétition | Éliminatoires  | Éliminatoires | Demi-finales   | Demi-finales | Finale A       | Finale A |
| Athlète                            | Compétition | Temps          | Rang          | Temps          | Rang         | Temps          | Rang     |
| ---------------------------------- | ----------- | -------------- | ------------- | -------------- | ------------ | -------------- | -------- |
| Alvydas Duonela                    | K1 500m     | 1 min 43 s 877 | 7e            | 1 min 40 s 368 | 2e           | 2 min 04 s 591 | 7e       |
| Vaidas Mizeras                     | K1 1000m    | 3 min 40 s 202 | 6e            | 3 min 41 s 969 | 6e           | Eliminé        | Eliminé  |
| Egidijus Balciunas Alvydas Duonela | K2 500m     | 1 min 32 s 931 | 5e            | 1 min 32 s 084 | 5e           | Eliminé        | Eliminé  |

## Cyclisme

### Route

#### Hommes
| Athlète            | Compétition      | Temps               | Rang |
| ------------------ | ---------------- | ------------------- | ---- |
| Artūras Kasputis   | Course en ligne  | DNF                 | /    |
| Remigius Lupeikis  | Course en ligne  | DNF                 | /    |
| Saulius Šarkauskas | Course en ligne  | DNF                 | /    |
| Raimondas Rumšas   | Course en ligne  | 5 h 30 min 46 s     | 43e  |
| Raimondas Rumšas   | Contre-la-montre | 1 h 01 min 08 s 954 | 23e  |
| Artūras Kasputis   | Contre-la-montre | 1 h 01 min 22 s 794 | 25e  |

#### Femmes
| Athlète            | Compétition      | Temps           | Rang               |
| ------------------ | ---------------- | --------------- | ------------------ |
| Edita Pučinskaitė  | Course en ligne  | 3 h 06 min 37 s | 25e                |
| Rasa Polikevičiūtė | Course en ligne  | 3 h 06 min 31 s | 13e                |
| Diana Žiliūtė      | Course en ligne  | 3 h 06 min 31 s | Médaille de bronze |
| Edita Pučinskaitė  | Contre-la-montre | 43 min 48 s 646 | 10e                |
| Diana Žiliūtė      | Contre-la-montre | 43 min 39 s 997 | 9e                 |

### Piste

#### Femmes
| Athlète        | Compétition            | Qualification  | Demi-finales             | Match pour le bronze     | Match pour le bronze | Finale                   | Finale  |
| Athlète        | Compétition            | Temps Vitesse  | Adversaire Temps Vitesse | Adversaire Temps Vitesse | Rang                 | Adversaire Temps Vitesse | Rang    |
| -------------- | ---------------------- | -------------- | ------------------------ | ------------------------ | -------------------- | ------------------------ | ------- |
| Rasa Mažeikytė | Poursuite individuelle | 3 min 43 s 980 | Eliminé                  | Eliminé                  | Eliminé              | Eliminé                  | Eliminé |

| Athlète        | Compétition       | Points | Rang |
| -------------- | ----------------- | ------ | ---- |
| Rasa Mažeikytė | Course aux points | 2      | 12e  |